# Посвірж золотоголовий
Посві́рж золотоголовий (Sicalis flaveola) — вид горобцеподібних птахів родини саякових (Thraupidae). Мешкає в Південній Америці, інтродукований на Гаваї та на Кариби.

## Опис
Довжина птаха становить 13,5-14 см. Представники номінативного підвиду мають яскраво-жовте забарвлення, тім'я у них оранжеве, верхня частина тіла з оливковим відтінком. Самиці подібні до самців, однак дещо тьмяніші. Молоді птахи мають світло-сірувато-коричневе забарвлення, верхня частина тіла у них поцяткована темними смугами, смужки на нижній частина тіла менші або відсутні, груди жовтуваті.
Представники підвиду S. f. pelzelni мають менший дзьоб, довші крила і коротший хвіст, ніж представники номінативного підвиду. Самці цього підвиду мають тьмяніше забарвлення, верхня частина тіла у них більш оливкова, поцяткована темними смужками, оранжева пляма на тімені у них відсутня, груди оливкові. Самиці цього підвиду значно відрізняються від самиць номінативного підвиду. Верхня частина тіла у них коричнювата, поцяткована темними смугами, нижня частина тіла у них білувата, поцяткована темними смужками.
Через мелодійний спів і привабливий зовнішній вигляд золотоголових посвіржів часто утримують в неволі.

## Підвиди
Виділяють п'ять підвидів:
- S. f. flaveola (Linnaeus, 1766) — від східної Колумбії до північно-східної Венесуели і Гвіани, на острові Тринідад;
- S. f. valida Bangs & Penard, TE, 1921 — західний Еквадор і північно-західне Перу (на південь до Анкашу);
- S. f. brasiliensis (Gmelin, JF, 1789) — східна Бразилія (від Мараньяну до Мінас-Жерайсу і Сан-Паулу);
- S. f. pelzelni Sclater, PL, 1872 — східна Болівія, Парагвай, південно-східна Бразилія, північна Аргентина і Уругвай;
- S. f. koenigi Hoy, G, 1978 — північно-західна Аргентина.

## Поширення і екологія
Золотоголові посвіржі мешкають в Колумбії, Венесуелі, Еквадорі, Перу, Бразилії, Болівії, Парагваї, Уругваї, Аргентині та на Тринідаді і Тобаго. Вони були інтродуковані на Гаваї, а також на деякі острови Карибського моря, зокрема на Кубу, Пуерто-Рико, Ямайку і Кайманові острови. Вони живуть в сухих і вологих чагарникових заростях, в саванах, на узліссях сухих тропічних лісів і рідколісь, у високогірних чагарникових заростях, на луках, полях, пасовищах, в парках і садах. Зустрічаються на висоті до 2000 м над рівнем моря, переважно на висоті до 1000 м над рівнем моря.

## Поведінка
Золотоголові посвіржі ведуть наземний спосіб життя. Зустрічаються зграйками, які зазвичай включають одного-двох самців та декілька самиць. Живляться переважно насінням, а також комахами. Гніздяться в дуплах та інших виїмках, можуть гніздиться під стріхами людських жител або в покинутих гніздах рудих горнеро. В кладці від 3 до 5 білих яєць. Інкубаційний період триває близько 2 тижнів, пташенята покидають гніздо через 14-17 днів після вилуплення.

## Галерея

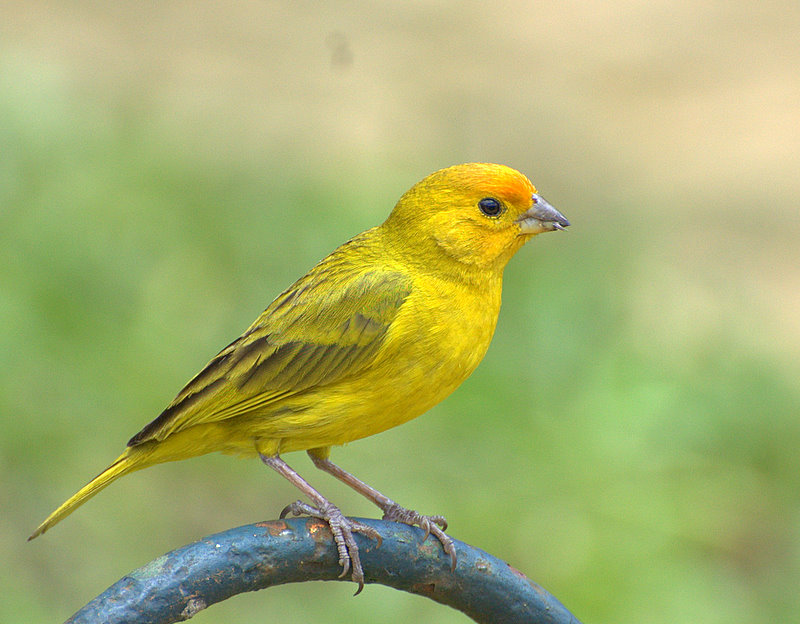
Самець (підвид S. f. brasiliensis)
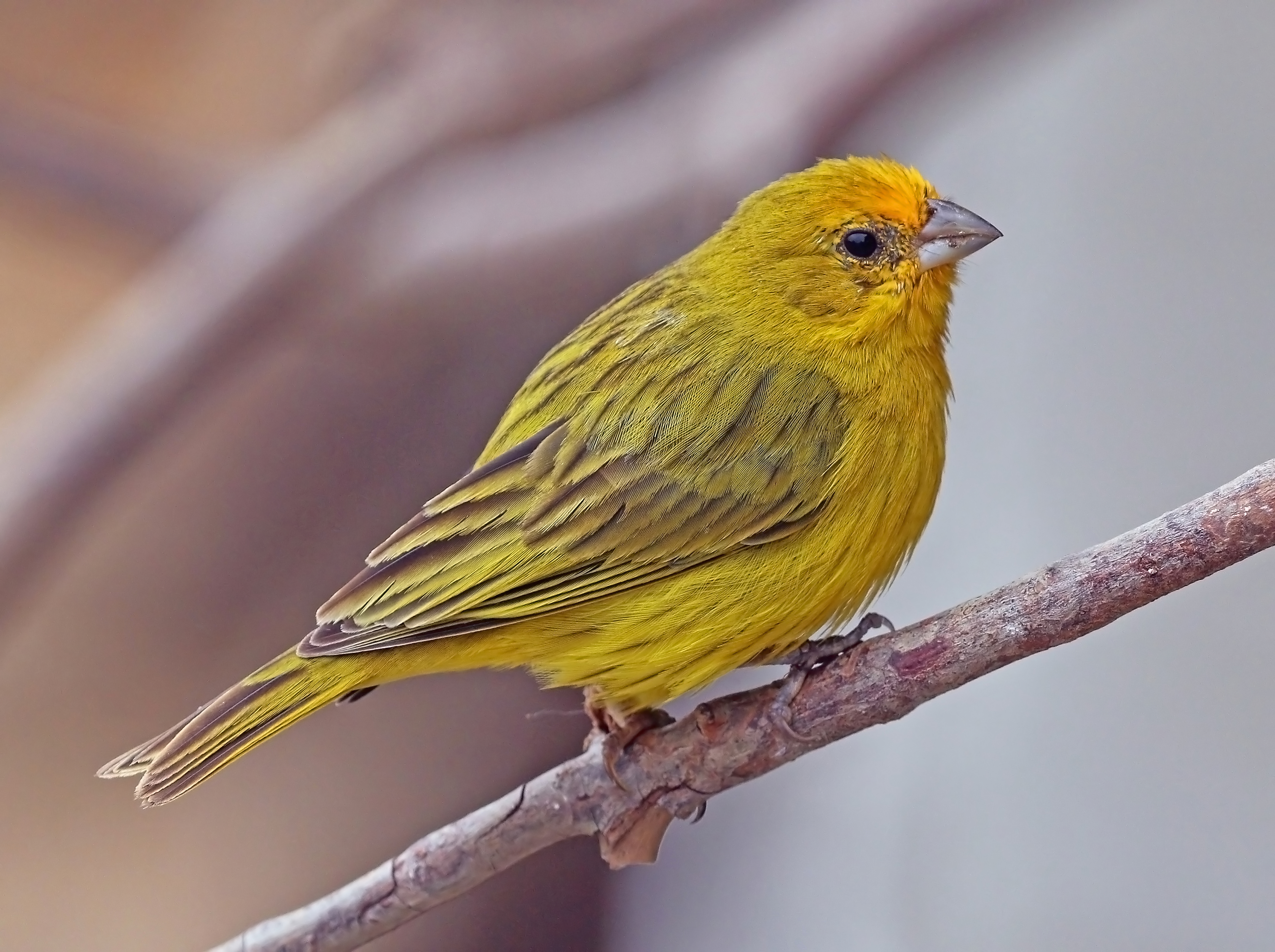
Самець (підвид S. f. pelzelni)
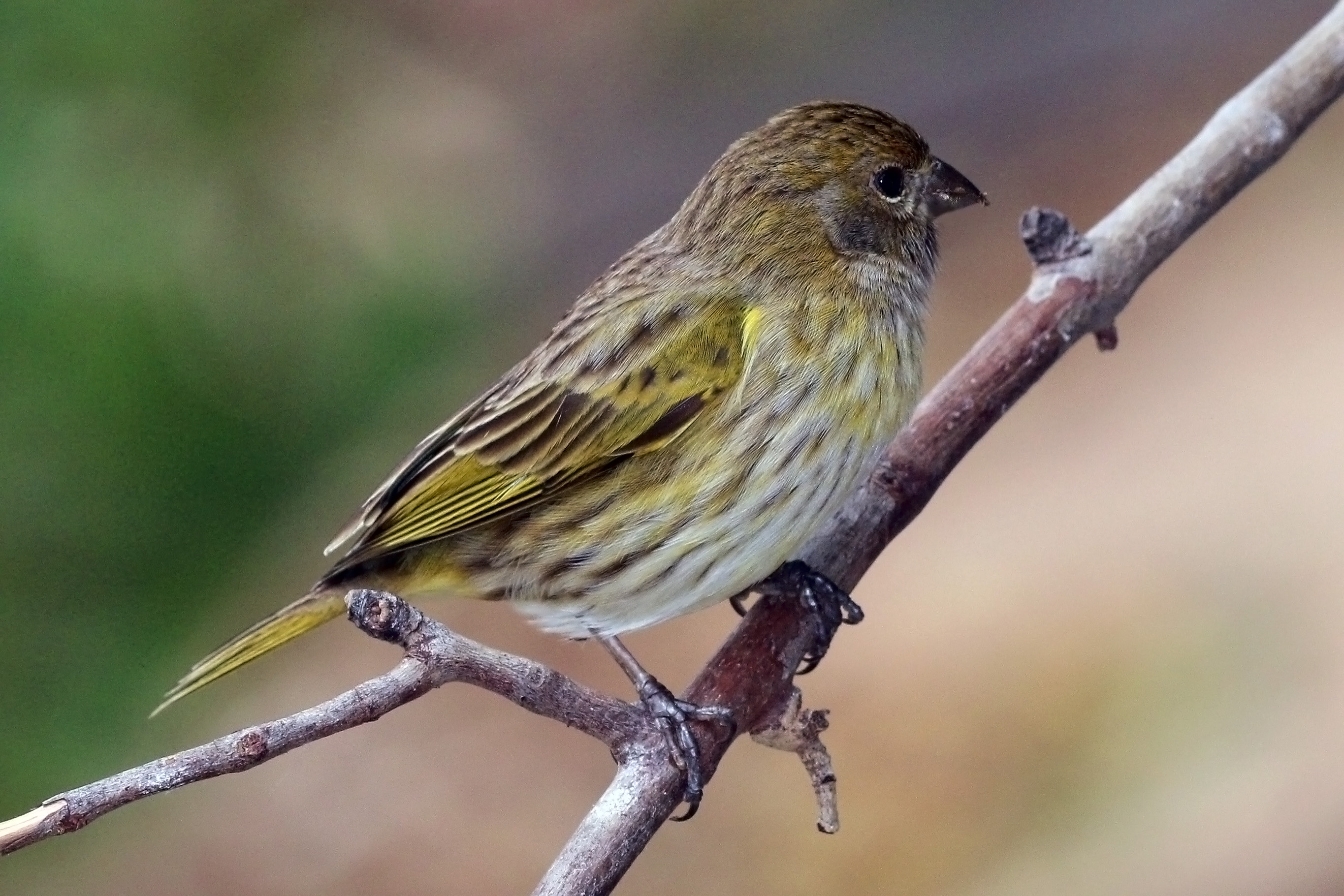
Молодий самець (підвид S. f. pelzelni)
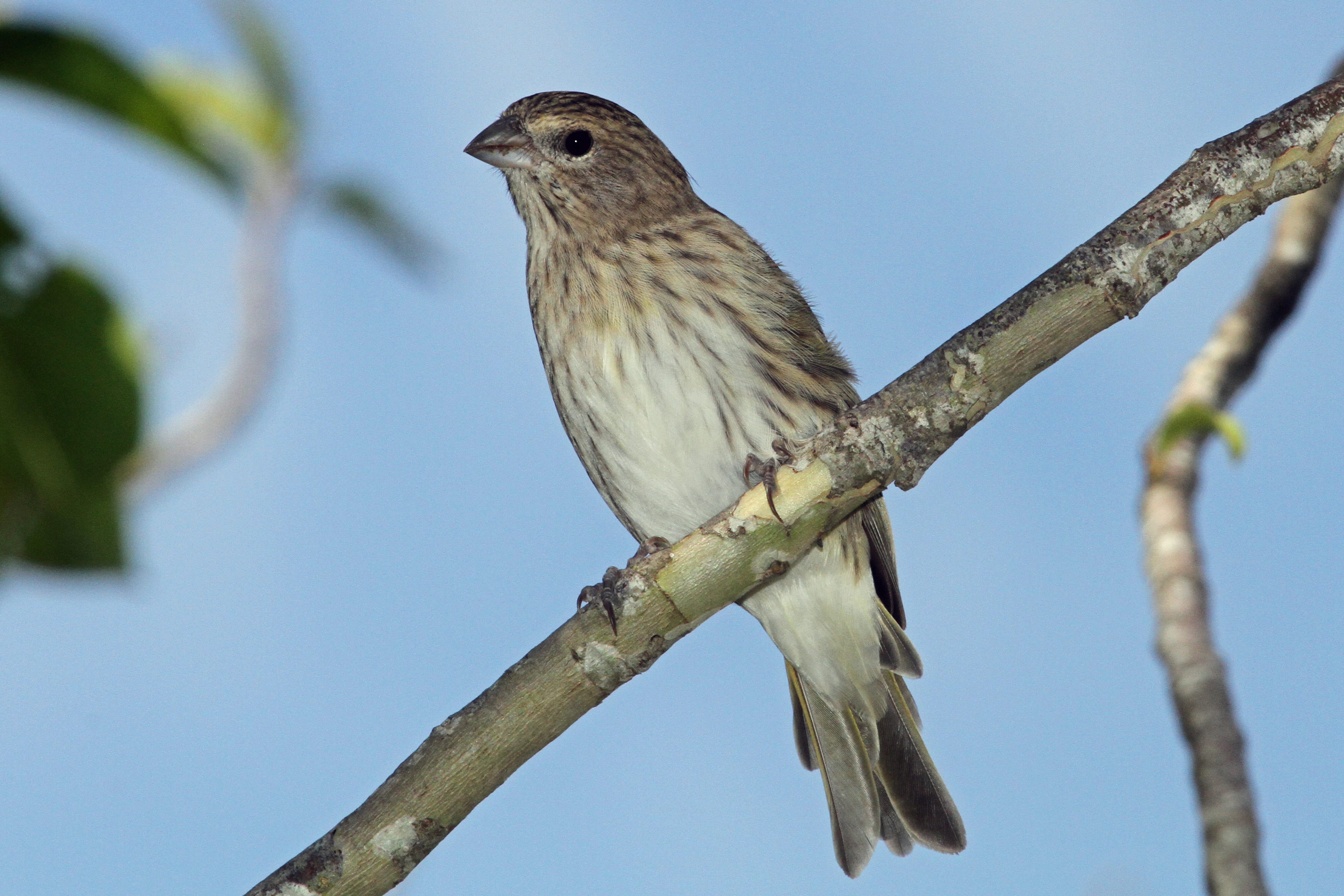
Самиця (підвид S. f. pelzelni)
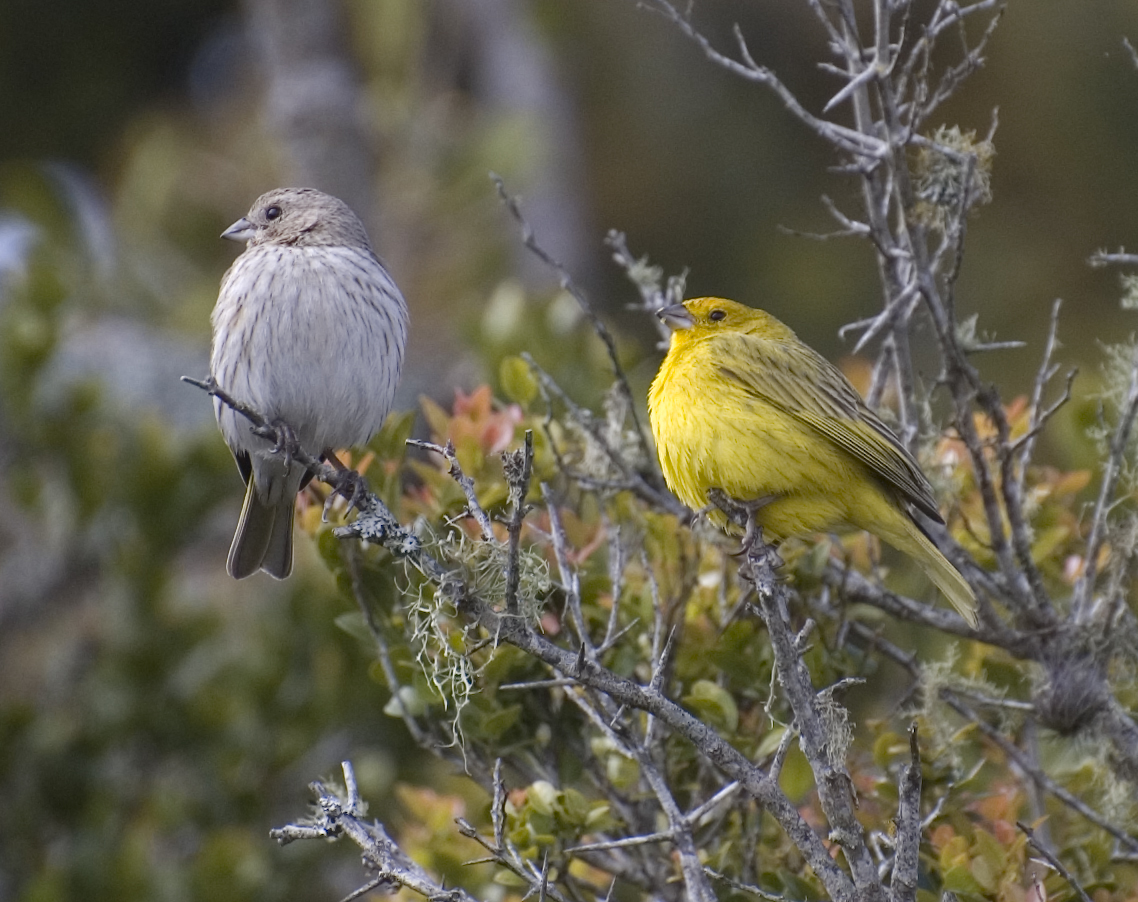
Пара золотоголових посвіржів (підвид S. f. pelzelni)
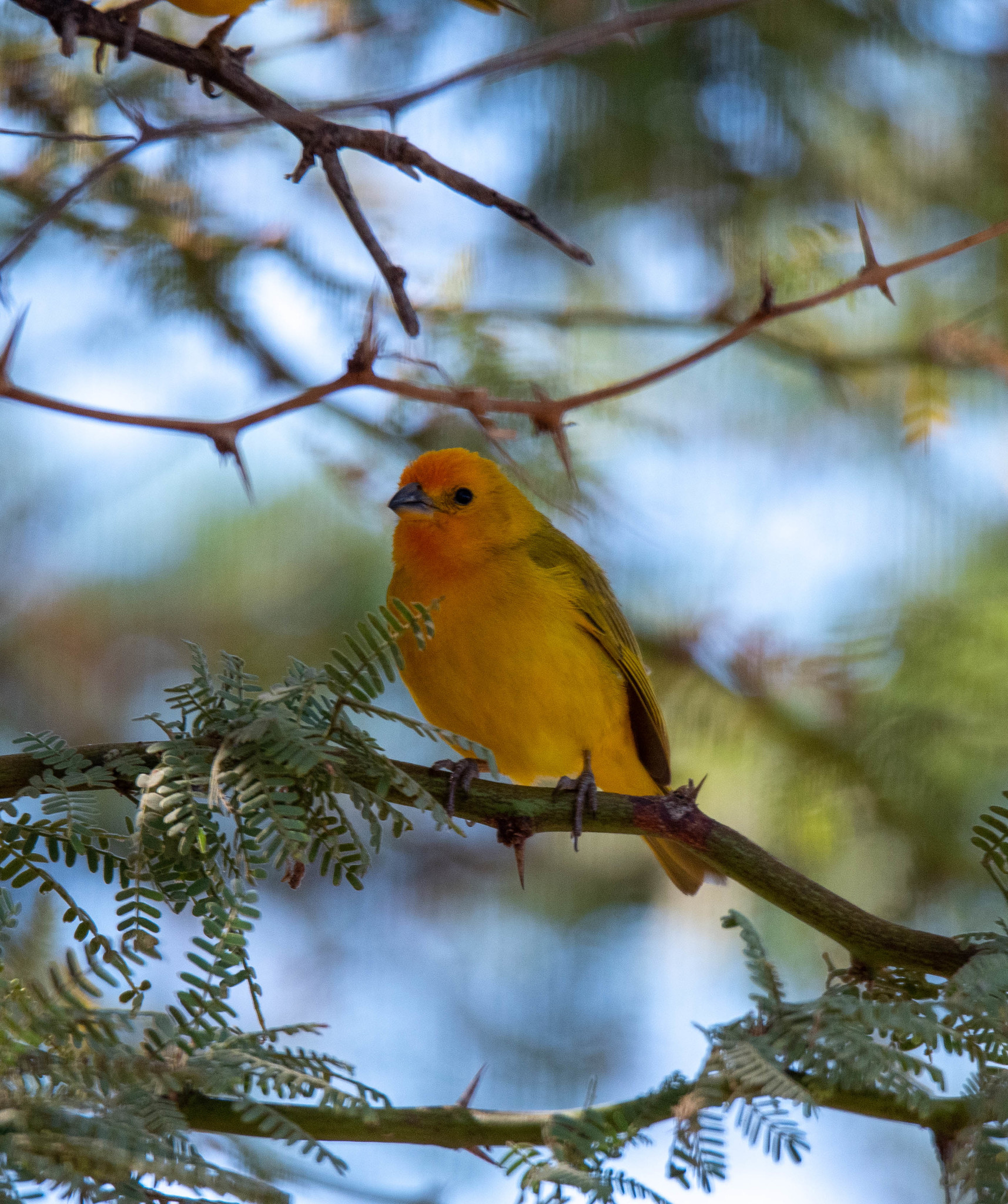
Золотоголовий посвірж на Гаваях